# Nuttige Planten van Nederlandsch-Indie
Nuttige Planten van Nederlandsch-Indie (abreviado Nutt. Pl. Ned.-Ind.) es un libro con ilustraciones y descripciones botánicas que fue escrito por el botánico neerlandés Karel Heyne y publicado en Yakarta en 4 volúmenes en los años 1913-1922, con el nombre de Nuttige Planten van Nederlandsch-Indie tevens Synthetische Catalogus der Verzamelingen van het Museum voor Technische en Handelsbotanie te Buitenzorg. Una segunda edición (Nutt. Pl. Ned.-Ind., ed. 2) fue publicada en el año 1927 con el nombre de Nuttige Planten van Nederlandsch-Indie tevens Synthetische Catalogus der Verzamelingen van het Museum voor Technische en Handelsbotanie te Buitenzorg. 2e Herziene en Vermeerderde Druk.

## Publicación
- Volumen n.º 1, 1913 (hasta p. 250), vol. 1, completado, 1922;
- Volumen n.º 2, 1916;
- Volumen n.º 3, 1917;
- Volumen n.º 4, 1917

La segunda edición publicada en 1927 en 3 volúmenes.